# Horst Szymaniak
Horst "Schimmi" Szymaniak (29 d'agost de 1934 - 9 d'octubre de 2009) fou un futbolista alemany de les dècades de 1950 i 1960.
Fou 43 cops internacional amb la selecció alemanya amb la qual participà en la Copa del Món de futbol de 1958 i a la Copa del Món de futbol de 1962.
Pel que fa a clubs, defensà els colors de SpVgg Erkenschwick, Wuppertaler SV, Karlsruher SC, Calcio Catania, FC Internazionale Milano, A.S. Varese 1910, i Tasmania 1900 Berlin

## Referències

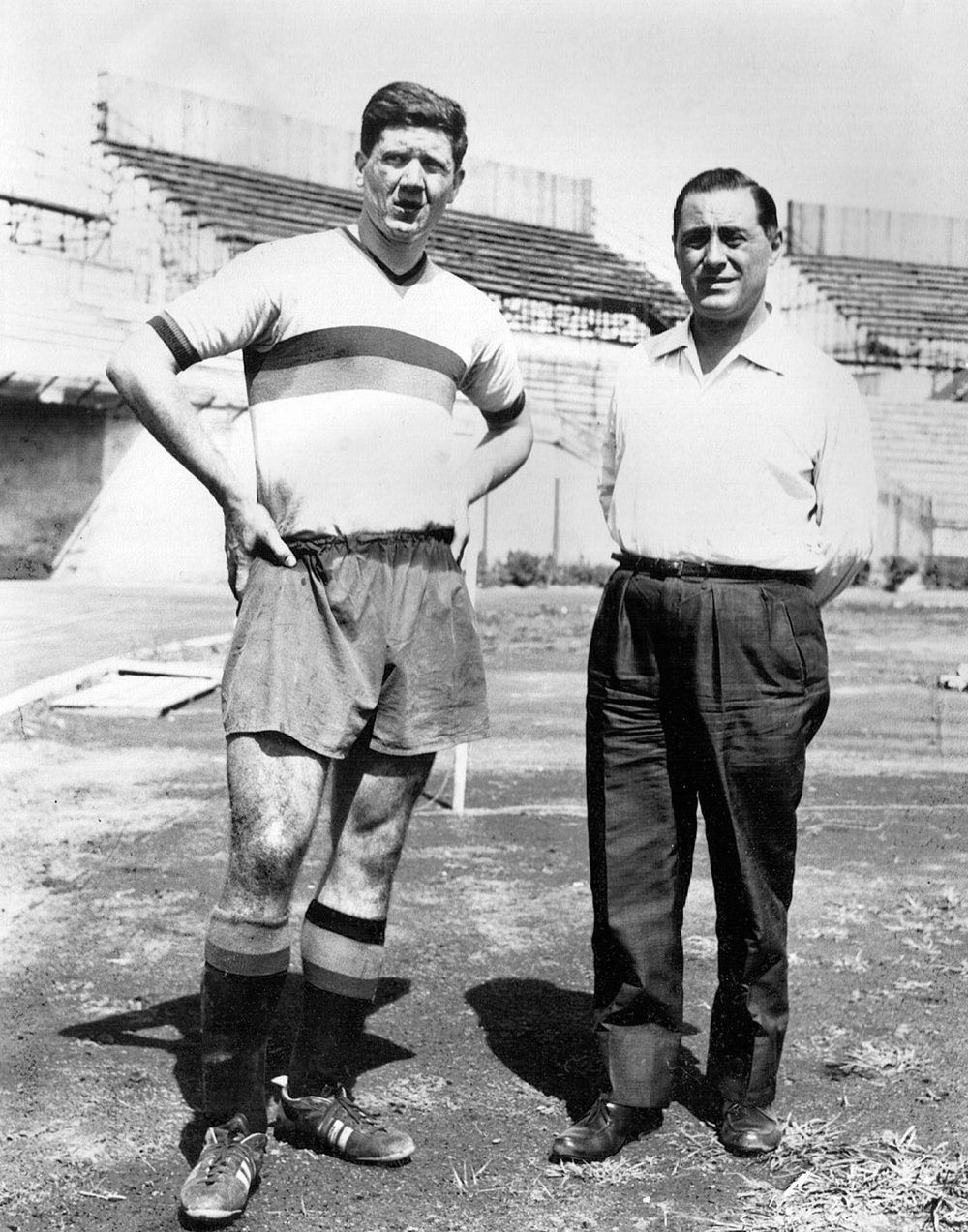
Horst Szymaniak (esquerra) amb el president del Catania, Ignazio Marcoccio.